# Supercoupe d'Espagne féminine de volley-ball
La Supercoupe d'Espagne féminine de volley-ball est une compétition de volley-ball qui oppose, au début de chaque saison, le champion d'Espagne en titre au vainqueur de la Coupe de la Reine.

## Palmarès
| Année   | Vainqueur                | Score                                     | Finaliste                |
| ------- | ------------------------ | ----------------------------------------- | ------------------------ |
| 1990    | Espanyol de Barcelone    | 3 - 1 (15-10, 15-6, 7-15, 15-9)           | CV Xàtiva                |
| 1991-01 | compétition non disputée | compétition non disputée                  | compétition non disputée |
| 2002    | CV Tenerife              | 3 - 0 (25-21, 25-19, 26-24)               | Diego Porcelos Burgos    |
| 2003    | CV Tenerife              | 3 - 1 (27-25, 18-25, 25-12, 25-16)        | CD Ávila                 |
| 2004    | CV Tenerife              | 3 - 1 (21-25, 25-22, 25-20, 25-16)        | CV Las Palmas            |
| 2005    | CV Tenerife              | 3 - 0 (25-19, 25-23, 25-16)               | CV Las Palmas            |
| 2006    | CAV Murcie 2005          | 3 - 0 (25-14, 25-14, 25-19)               | Diego Porcelos Burgos    |
| 2007    | CAV Murcie 2005          | 3 - 1 (19-25, 25-20, 25-18, 25-23)        | CV Tenerife              |
| 2008    | CV Tenerife              | 3 - 1 (25-18, 25-18, 14-25, 25-21)        | Palma Volley             |
| 2009    | CAV Murcie 2005          | 3 - 2 (25-21, 25-17, 17-25, 23-25, 15-10) | CV Ciutadella            |
| 2010    | CAV Murcie 2005          | 3 - 0 (25-0, 25-0, 25-0)                  | CV Aguere                |
| 2011    | compétition non disputée | compétition non disputée                  | compétition non disputée |
| 2012    | CV Haro                  | 3 - 0 (25-18, 25-20, 25-10)               | CV Ciutadella            |
| 2013    | CV Murillo               | 3 - 0 (25-19, 25-14, 25-18)               | CV Haro                  |
| 2014    | CV Logroño               | 3 - 0 (25-13, 25-13, 25-18)               | CV Ciutadella            |
| 2015    | CV Logroño               | 3 - 0 (25-16, 25-18, 25-21)               | CD Iruña                 |
| 2016    | CV Haris                 | 3 - 1 (25-21, 21-25, 26-24, 25-23)        | CV Logroño               |
| 2017    | CV Logroño               | 3 - 0 (25-9, 25-21, 25-18)                | CV Haris                 |
| 2018    | CV Logroño               | 3 - 1 (25-14, 25-20, 23-25, 25-21)        | CV Haris                 |
| 2019    | CV Logroño               | 3 - 0 (25-12, 25-14, 25-22)               | CV Haris                 |
| 2020    | CV Ciutadella            | 3 - 0 (25-11, 25-19, 25-22)               | CV Sayre Mayser          |
| 2021    | CVJAV Olímpico           | 3 - 2 (23-25, 25-16, 25-19, 18-25, 15-10) | CV Alcobendas            |
| 2022    | CV Haris                 | 3 - 1 (25-22, 21-25, 25-22, 25-12)        | CV Emevé                 |
| 2023    | CVJAV Olímpico           | 3 - 1 (25-16, 25-16, 20-25, 25-19)        | CV Haris                 |
| 2024    | CV Ciutadella            | 3 - 1 (26-24, 23-25, 25-20, 26-24)        | CVJAV Olímpico           |

## Bilan par club
| Club                  | Titres | Ville                  | Année                              |
| --------------------- | ------ | ---------------------- | ---------------------------------- |
| CV Murillo/Logroño    | 6      | Logroño                | 2013, 2014, 2015, 2017, 2018, 2019 |
| CV Tenerife           | 5      | Santa Cruz de Tenerife | 2002, 2003, 2004, 2005, 2008       |
| CAV Murcie 2005       | 4      | Murcie                 | 2006, 2007, 2009, 2010             |
| CV Haris              | 2      | Santa Cruz de Tenerife | 2016, 2022                         |
| CV Ciutadella         | 2      | Ciutadella de Menorca  | 2020, 2024                         |
| CVJAV Olímpico        | 2      | Ciutadella de Menorca  | 2021, 2023                         |
| Espanyol de Barcelone | 1      | Barcelone              | 1990                               |
| CV Haro               | 1      | Haro                   | 2012                               |